# ملعب بامبيلوبونيسياكو
ملعب بابلوبونيسياكو (باليونانية: Παμπελοποννησιακό Στάδιο)‏ هو ملعب يقع في باتراس باليونان. وقد تم بناء الملعب سنة 1981. في عام 2002، بدأت أعمال إعادة الإعمار وإعيد افتتاحه في 8 أغسطس 2004 لإستضافة مباريات كرة القدم لدورة الألعاب الأولمبية الصيفية 2004 .
يبلغ عدد مقاعد هذا الملعب حوالي 23,588 على الرغم أن كان هناك 18900 مقعد فقط مخصصا للجمهور في الألعاب الأولمبية.